# Boykinia major
Boykinia major är en stenbräckeväxtart som beskrevs av Asa Gray. Boykinia major ingår i släktet bäckbräckor, och familjen stenbräckeväxter. Inga underarter finns listade i Catalogue of Life.